# Novogodnije prikljutjenija Masji i Viti
Novogodnije prikljutjenija Masji i Viti (russisk: Новогодние приключения Маши и Вити) er en sovjetisk spillefilm fra 1975 af Igor Usov og Gennadij Kasanskij.

## Medvirkende
- Natasja Simonova – Masja
- Jura Nakhratov – Vitja
- Igor Jefimov
- Irina Borisova
- George Shtil – Lesjyj